# Pascale Audret
Pascale Audret, all'anagrafe Pascale Aiguionne Louise Jacqueline Marie Auffray (Neuilly-sur-Seine, 12 ottobre 1935 – Cressensac, 17 luglio 2000), è stata un'attrice e cantante francese.

## Biografia
Figlia dell'industriale Henry Auffray e della musicista Amyelle de Caubios d'Andiran, seconda cugina dello scrittore e giornalista francese François Mauriac. Suo fratello è il cantautore Hugues Aufray.
Recitò in oltre 25 film tra il 1955 e il 1968, ma il suo successo rimase entro i confini francesi. Nel 1962 recitò in Donnez-moi dix hommes désespérés, presentato in concorso al Festival del Cinema di Berlino. Nel 1963 recitò in Chi lavora è perduto, fortunato esordio alla regia di Tinto Brass.

## Vita privata
Audret fu sposata due volte, la prima con l'attore Roger Coggio e poi col produttore musicale Francis Dreyfus. Dal suo secondo matrimonio nacque Julie Dreyfus, attrice che è stata protagonista di pellicole quali Kill Bill: Volume 1 e Bastardi senza gloria di Quentin Tarantino.
Pascale Audret morì in un incidente stradale nel 2000 a Cressensac, all'età di 64 anni. Era seduta passeggera di un'auto guidata dal suo compagno.

## Filmografia

### Cinema
- Les deux font la paire, regia di André Berthomieu (1955)
- Ragazze folli (Futures vedettes), regia di Marc Allégret (1955)
- Mannequins de Paris, regia di André Hunebelle (1955)
- Occhio per occhio (Oeil pour oeil) , regia di André Cayatte (1957)
- L'ami de la famille, regia di Jack Pinoteau (1957)
- La polka des menottes, regia di Raoul André (1957)
- L'Eau vive, regia di François Villiers (1958)
- La strada della violenza (Les Jeux dangereux), regia di Pierre Chenal (1958)
- Minorenni proibite (Bal de nuit), regia di Maurice Cloche (1959)
- I dialoghi delle Carmelitane (Le dialogue des Carmélites), regia di Philippe Agostini e Raymond Leopold Bruckberger (1960)
- Piena luce sull'assassino (Pleins feux sur l'assassin), regia di Georges Franju (1961)
- La Fayette - Una spada per due bandiere (Lafayette), regia di Jean Dreville (1961)
- Donnez-moi dix hommes désespérés, regia di Pierre Zimmer (1962)
- Codice segreto (Les Ennemis), regia di Édouard Molinaro (1962)
- Uno dei tre (Le glaive et la balance), regia di André Cayatte (1963)
- Les Carabiniers, regia di Jean-Luc Godard (1963)
- Chi lavora è perduto (In capo al mondo), regia di Tinto Brass (1963)
- Ein mann in schönsten alter, regia di Franz Peter Wirth (1963)
- Mort, où est ta victoire?, regia di Hervé Bromberger (1964)
- Ein Mann im schönsten Alter, regia di Franz Peter Wirth (1964)
- La Sentinelle endormie, regia di Jean Dréville (1966)
- Inferno a Caracas (Fünf vor 12 in Caracas), regia di Marcello Baldi (1966)
- Katmandu (Les chemins de Katmandou), regia di André Cayatte (1969)
- La pente douce, regia di Claude d'Anna (1972)
- Il fantasma della libertà (Le fantôme de la liberté), regia di Luis Buñuel (1974)
- L'amante tascabile (L'Amant de poche), regia di Bernard Queysanne (1978)
- Rue du pied de grue, regia di Jacques Grand-Jouan (1979)
- La Maison de Jeanne, regia di Magali Clément (1987)
- Dieu que les femmes sont amoureuses, regia di Magali Clément (1994)

### Televisione
- Plainte contre inconnu, regia di Marcel Cravenne (1961)
- La Caméra explore le temps, Le Meurtre de Henry Darnley ou La double passion de Marie Stuart, regia di Guy Lessertisseur (1962)
- Le Théâtre de la jeunesse: Le Secret de Wilhelm Storitz, regia di Éric Le Hung (1967)
- Les Dossiers de l'agence O: La Petite Fleuriste de Deauville, regia di Jean Salvy (1968)
- La Dame fantôme, regia di François Gir (1968)
- La nuit se lève, regia di Bernard-Roland (1970)
- Les Cinq Dernières Minutes de Claude Loursais - episodio Chassé-croisé (1972)
- Entre toutes les femmes, regia di Maurice Cazeneuve (1974)
- Splendori e miserie delle cortigiane (Splendeurs et misères des courtisanes), regia di Maurice Cazeneuve - miniserie TV (1975)
- Rendez-vous en noir, regia di Claude Grinberg (1977)
- Attention chien méchant, regia di Bernard-Roland (1977)
- Cinéma 16: L'Œil de l'autre, regia di Bernard Queysanne (1977)
- Les Enquêtes du commissaire Maigret - episodio Maigret et le marchand de vin, regia di Jean-Paul Sassy (1978)
- Changements de décors, regia di Jean-Jacques Sirkis (1980)
- Cinq-Mars, regia di Jean-Claude Brialy (1981)
- La Guerre des chaussettes, regia di Maurice Cloche (1981)
- La Tendresse, regia di Bernard Queysanne (1982)
- Contes modernes: À propos du travail, regia di Gérard Marx (1982)
- Il faut marier Julie, regia di Marc Marino (1983)
- Hélas, Alice est lasse, regia di Bernard Queysanne (1984)
- Simone, regia di Christine Ehm (1985)
- L'Impossible Monsieur Papa, regia di Denys Granier-Deferre (1995)

## Doppiatrici italiane
- Maria Pia Di Meo in La Fayette - Una spada per due bandiere

## Discografia

### EP
- Dis-moi qui jadis; Sous la véranda / Lisandre (con Hugues Aufray) ; La légende de Saint-Nicolas (1968)
- La môme Anita; Affole-toi Marie / Je m'aime; Cesse de.. (1969)